# Je ne suis pas mort
Cet article concerne le manga. Pour le film, voir Je ne suis pas mort (film).
Je ne suis pas mort (まだ、生きてる…, Mada, ikiteru…, litt. Je vis encore) est un manga de Hiroshi Motomiya (本宮 ひろ志, Motomiya Hiroshi) sorti en deux volumes en 2007 et 2009.

## Synopsis
Kenzô Okada mène une vie sédentaire avec sa femme et ses deux enfants. Il est loin de s’accommoder aux technologies modernes, préférant le boulier. Proche de la retraite, il se voit en même temps licencié et abandonné par sa femme et ses enfants, ne lui laissant aucun sou sur son compte bancaire.
Il décide alors de retourner dans sa ville natale pour mettre un terme à sa vie. Mais lorsqu’il essaye de se pendre à la branche d’un arbre, celle-ci cède sous le poids. Il choisit alors de rester dans la forêt pour y vivre laissant tout derrière lui.

## Personnages
- Kenzô Okada (岡田 憲三, Okada Kenzō?)
- Masao Okada (岡田 正夫, Okada Masao?)
- Fuyuko Okada
- Yumiko Okada
- Tarô Okada

## Volumes
| no | Japonais          | Japonais        | Japonais          | Français              | Français         | Français      |
| no | Titre             | Date de sortie  | ISBN              | Titre                 | Date de sortie   | ISBN          |
| --- | ----------------- | --------------- | ----------------- | --------------------- | ---------------- | ------------- |
| 1 | まだ、生きてる…   | 19 juillet 2007 | 978-4-08-877264-6 | Je ne suis pas mort   | 13 mai 2009      | 9782756017075 |
| Après avoir été licencié et abandonné par sa famille, Kenzô décidé de retourner dans la ville où il a grandi pour y mourir en se pendant à un arbre. Mais il survit miraculeusement et décide de rester dans la forêt jusqu’au jour où il rencontre une femme dans la même situation que lui qui essaye de se suicider et qui survit elle aussi. Malgré ses efforts pour la repousser, elle décide de rester pour vivre avec lui et ont finalement un petit garçon. Les deux parents décident qu’il vaut mieux pour leur garçon qu’il aille à l’école que de rester dans la forêt. Sa compagne et son fils s’en vont vers la ville le laissant seul dans la forêt mais promettant de revenir un jour. |                   |                 |                   |                       |                  |               |
| 2 | まだ、生きてる… 2 | 19 août 2009    | 978-4-08-877706-1 | Je ne suis pas mort 2 | 10 novembre 2010 | 9782756022925 |
| Depuis que sa nouvelle compagne et son fils sont partis en ville, Kenzô est décédé peu de temps après. Sa femme l’a enterré depuis et lui apporte régulièrement des fleurs. Entre-temps, son premier fils qui l’avait abandonné au début avec le reste de sa famille décide de rechercher son père. Lorsqu’il retrouve sa cabane et ses affaires, il comprend que son père n’est plus là et rencontre pour la première fois sa compagne venu apporter des fleurs sur sa tombe. À partie de là, il décide de rester ici pour vivre comme son père. |                   |                 |                   |                       |                  |               |